# Schwachfleckender Täubling
Der Schwachfleckende Täubling (Russula persicina) ist ein Pilz aus der Familie der Täublingsverwandten. Der Täubling erinnert oberflächlich betrachtet an die Vertreter der Spei-Täubling-Gruppe, aber sein Sporenpulver ist cremefarben.

## Merkmale

### Makroskopische Merkmale
Der Hut ist 5–12 cm breit, recht fleischig und schon bald abgeflacht oder niedergedrückt. Er ist rosarot, scharlachrot bis blutrot gefärbt und bleicht in der Mitte sehr schnell cremefarbenen oder blassrosa aus. Auch der Rand ist mitunter weißlich. Die Huthaut ist glatt und nur am Rande bis maximal zu 1/3 des Radius abziehbar. Der Rand ist heller gefärbt, oft gewellt bis leicht gelappt und im Alter fein höckig gerieft.
Die Lamellen sind dick, stehen ziemlich eng und sind oft gegabelt. Sie sind hell cremefarben, bei Reife auch ockerfarben gefärbt. Am Stiel sind sie ausgebuchtet angewachsen, im Alter können sie auch mehr oder weniger am Stiel herablaufen. Auch das Sporenpulver ist dunkel-cremefarben bis blass ockerfarben.
Der kurze, feste Stiel ist 2,5–8 cm lang und 1–2,5 cm breit Er ist fleischig, meist weiß, aber manchmal leicht rosa oder rötlich überlaufen. Im Alter wird er auch gelblich braun. Bei Berührung beginnt er langsam zu gilben. Das recht dicke Fleisch ist weiß, fest und schmeckt scharf. Bei Berührung beginnt es zu gilben. Es schmeckt zuerst mild, dann etwas scharf und hat einen schwach fruchtigen, an den Spei-Täubling erinnernden, Geruch. Die Guajakreaktion ist positiv.

### Mikroskopische Merkmale
Die variablen Sporen sind 7–9 µm lang und 6–7,5 µm breit. Sie sind länglich bis fast kugelig und haben meist dornige, mehr oder weniger isolierte Warzen, die bisweilen kettenartig aufgereiht sind und bisweilen einige wenige strichförmige Verbindungen haben. Die Zystiden sind zahlreich, recht lang (100(130) × 8–12(15) µm) und oft mehr oder weniger appendikuliert.
Die Basiden sind 45–55 µm lang und 8–11 (12,7) µm breit und haben 4 Sterigmen.
Die Zystiden sind zahlreich und sehr lang (57–130 × 15,7 µm). Sie reagieren gut mit Sulfovanillin und färben sich dabei fast ganz schwarz an.
Die Huthautdeckschicht (Epicutis) besteht aus haarigen, an der Spitze stumpfen Hyphen, die manchmal auch ein wenig keulig sind. Sie sind 2,5–4,2 µm breit, selten sind die Endabschnitte auch flaschenförmig, dann sind sie an ihrer bauchigen Erweiterung 8,5 µm breit. Neben den Hyphen kommen lange, zylindrische oder keulenförmige Dermatozystiden vor, die selten auch weinschlauchförmig geformt sind. Sie sind wenig septiert (0–2) und an der Spitze 4–7 µm breit. Sie färben sich mit Sulfovanillin nicht immer grau, aber mit Sulfobenzaldehyd immer schwarz an.

## Artabgrenzung
- Oberflächlich betrachtet, erinnert der Schwachfleckende Täubling stark an die Vertreter der Speitäublinge Untersektion Emeticinae. Diese haben aber alle ein weißes oder weißliches Sporenpulver und gilben nicht so stark.
- Am ähnlichsten ist der Gelbfleckende Täubling Russula luteotacta, der ebenfalls stark zum Gilben neigt, aber auch weißliches Sporenpulver hat.
- Bei Exemplaren in Torfmoos kann es sich auch um kleine Formen des seltenen Sumpf-Täubling (Russula helodes) handeln. Dieser hat größere oder netzigere Sporen.

## Ökologie
Wie alle Täublinge ist der Schwachfleckende Täubling ein Mykorrhizapilz, der mit verschiedenen Laubbäumen eine Symbiose eingehen kann. Oft findet man ihn unter Rotbuchen, er geht aber auch mit Hainbuchen, Pappeln, Eichen oder Linden eine Partnerschaft ein.
Man kann den Täubling im Seggen-Buchenwald, im Labkraut-Eichen-Hainbuchenwald oder in wärmeliebenden Eichenmischwäldern wie dem Weißfingerkraut-Traubeneichen-Wald finden. Darüber hinaus kommt der Täubling aber auch auf Waldlichtungen, in Parkanlagen oder unter Alleebäumen an Straßen- oder Wegrändern vor.
Die Fruchtkörper erscheinen von August bis Oktober, man findet sie vorwiegend im Hügel- und unterem Bergland.

## Verbreitung

Europäische Länder mit Fundnachweisen des Schwachfleckenden Täublings.
Legende:
Länder mit Fundmeldungen
Länder ohne Nachweise
keine Daten
außereuropäische Länder

Der Pilz ist offenbar im östlichen Nordamerika (USA) weit verbreitet und kommt auch in Nordafrika (Marokko) und in weiten Teilen Europas vor.
In Deutschland ist der Täubling recht selten. Auf der Roten Liste wird er in der Gefährdungskategorie RL3 geführt.

## Systematik

### Infragenerische Systematik
Der Schwachfleckende Täubling wird von Bon in die Untersektion Exalbicantinae gestellt, die innerhalb der Sektion Firmae steht. Die Untersektion enthält kleinere bis mittelgroße Täublinge mit vorwiegend rosa bis weinrötlich gefärbten Hüten. Der Stiel ist weiß oder rosa überlaufen und neigt bei Feuchtigkeit zum Grauen. Die Täublinge schmecken schärflich bis scharf und haben creme- bis ockerfarbenes Sporenpulver. Bei Romagnesi bildet der Schwachfleckende Täubling die Typart der Untersektion Persicinae

### Unterarten und Varietäten
- Russula persicina var. intactior   (Jul. Schäff.) Bon , Syn.: R. intactior Jul. Schäff.

Diese Varietät ähnelt mehr dem Gelbfleckenden Täubling (R. luteotacta) als der Typart von R. persicina. Die Farben werden schneller schmutzig und blassen schneller aus als beim Typ. Der Hut ist 3–7 cm breit, blutrot oder rosa mit umfangreichen cremefarbenen, rosa oder weißen Entfärbungen. Der Hut neigt deutlich zum Gauen, wie auch die Lamellen und der Stiel. Der Rand ist deutlich gerieft. Die Huthaut ist etwa zu 1/3 abziehbar und matt. Die Lamellen sind cremefarben bis mehr oder weniger gelblich. Der Stiel ist manchmal verwaschen rosa überlaufen. Die Lamellen und Stiel verfärben sich bei Berührung nicht gelblich, sondern eher grau. Das Fleisch ist hart und schmeckt scharf. Das Sporenpulver ist cremefarben. Der Täubling kommt unter Birken, manchmal auch Weiden vor und ist ziemlich hygrophil. Die Sporen sind ornamentiert, mit mehr oder weniger entfernt stehenden, isolierten Warzen.
- Russula persicina var. rubrata  Romagn. (1953)

Der Hut ist 5–8 cm breit, mit mehr oder weniger unregelmäßigem Rand und bisweilen leicht gebuckelt. Die Farben sind dunkler als beim Typ, meist leuchtend rot und erinnern an den Buchen-Spei-Täubling. Die Huthaut ist samtig und kaum abziehbar. Die Lamellen stehen dicht und sind hell cremefarben, auch das Sporenpulver ist cremefarben. Der weiße Stiel ist manchmal verwaschen rosa überhaucht und gilbt im Alter oder bei Berührung. Das Fleisch ist hart, an alten Verletzungen rot gefärbt, der Geschmack ist scharf. Guajakreaktion ist schwach positiv. Die Fruchtkörper erscheinen unter verschiedenen Laubbäumen.

## Bedeutung
Der Schwachfleckende Täubling ist aufgrund seines scharfen Geschmacks kein Speisepilz.